# Diomede Catalucci
Diomede Catalucci (Ferrara, 1859 – Urbino, 1943) è stato un pittore e decoratore italiano.

## Biografia
Nato a Ferrara dal meccanico Pietro, originario di Fano, si trasferì ancora ragazzo a Perugia, dove nel 1877 si iscrisse alla locale accademia di belle arti.
Dopo aver iniziato la sua attività didattica nell'istituto d'arte di Pietrasanta, nel 1895 fu chiamato ad insegnare ornato e decorazione in quello che all'epoca era l'Istituto di Belle Arti delle Marche, ospitato nel Palazzo Ducale di Urbino.
Tra i suoi primi allievi ebbe Raffaello Giovanelli, Giuseppe Brega, Enrico Scatassa e Nazareno Maestrini.
Ad Urbino eseguì la decorazione del Teatro Sanzio (1896-1897) e della cappella di Sant'Antonio nella chiesa di San Francesco (1898-1900), per la quale realizzò anche un presepe (1902-1903).
Suo il progetto per la facciata del trecentesco Oratorio di S. Giovanni (1901) e per la fontana in piazza VIII Settembre (1908), oltre alla decorazione della Sala Pascolini in Palazzo Ducale e dell'Albergo Italia.
Partecipò con i suoi allievi all'Esposizione di Senigallia (1904) e all'Esposizione Regionale di Macerata (1905).
Aiutato dalla figlia e allieva Maria Catalucci, realizzò una trasposizione pittorica delle celebri tarsie dello Studiolo di Federico da Montefeltro per l'Esposizione Nazionale di Roma del 1911.
Ricoprì la carica di assessore nella giunta municipale di Urbino presieduta da Aldo Albini, dal novembre 1909 al febbraio 1911.
Nel 1913 restaurò il Presepe di Federico Brandani nell'Oratorio urbinate di San Giuseppe, su incarico della Soprintendenza ai Monumenti delle Marche.
Nel 1920 fu la volta delle statue lignee della Vergine Annunciata e dell'Arcangelo Gabriele, conservate nella Galleria Nazionale delle Marche in Palazzo Ducale ad Urbino.
Diomede Catalucci ha completato la lavorazione pittoresca del Teatro La Scala a Milano